# Dzair Media City

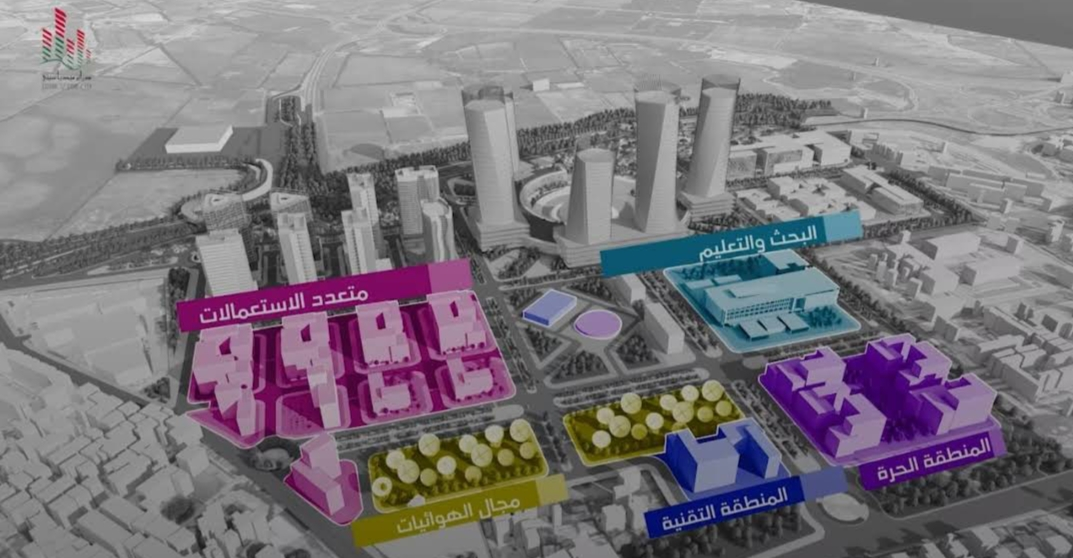
Dzair Media City

Dzaïr Media City (DMC) est une zone d'activité économique dédiée aux médias, implantée à Ouled Fayet, en Algérie,. Il a été créé par le gouvernement algérien pour promouvoir le développement de l'industrie des médias et du divertissement du pays,. La 1ère pierre a été posé par le président Abdelmadjid Tebboune le 5 juillet 2023.
S'étendant sur une superficie de 74 hectares, le DMC comprend une zone dédiée aux médias, des studios de tournage, un village d'artistes, un espace d'enseignement et de recherche, ainsi qu'une zone multiservices.
La zone dédiée aux médias abritera les sièges des établissements médiatiques nationaux, à savoir, l'Entreprise publique de Télévision (EPTV), l'Agence Algérie Presse Service (APS), l'Etablissement public de Télédiffusion d'Algérie (TDA), l'Entreprise Nationale de Communication, d'Edition et de Publicité (ANEP), la Radio algérienne et la chaîne "AL24news".
Ce projet a pour objectif de faire de Dzaïr Media City un centre de référence pour la création, la production et la diffusion de contenus médiatiques diversifiés couvrant tous les supports, du traditionnel au numérique.
Le coût estimé de ce projet est de 1,6 milliard de dollars .